# Malakula
La isla de Malakula es la segunda más extensa de Vanuatu. También llamada Malícolo y Mallicolo. Su nombre, acuñado por James Cook.[cita requerida] De acuerdo con el último censo de población realizado en 2000, Malakula posee 30.000 habitantes. Está separada de las islas Espíritu Santo y Malo por el estrecho de Bougainville.
Lakatoro, capital de la provincia de Malampa está situado en la parte este de la isla, siendo la población más importante de ésta. La altitud máxima de la isla se encuentra a 879 m s. n. m.
Los europeos tuvieron conocimiento de la isla en 1606 por la expedición española de Pedro Fernández de Quirós.